# ペルージャ音楽祭
ペルージャ音楽祭 (Music fest Perugia)は、ペルージャで開催される、イタリアの優秀な若手演奏家のための夏季音楽祭。

## 沿革
2005年にイレーナ・ヴェレッドとエンリケ・グラーフにより、モンテ・カステッロ・ディ・ヴィービオで設立された。 2007年にペルージャに移転し、毎年200人の学生と52人の音楽教師、3団体のオーケストラが参加するほどに成長を遂げた。

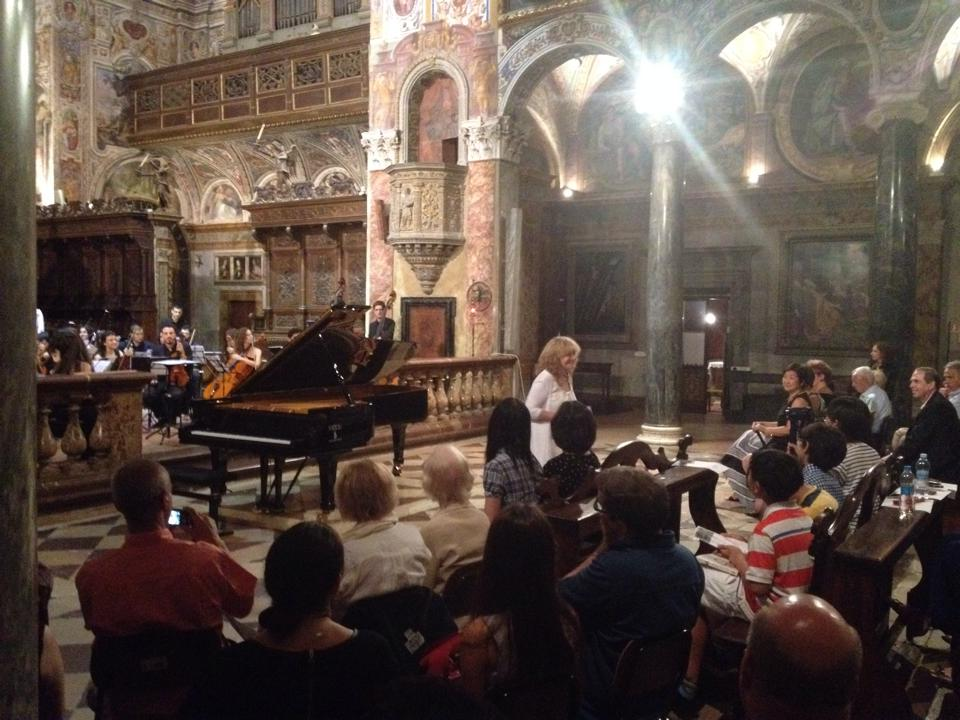
Ilana Vered でBasilica di San Pietro音楽フェス2014年のペルージャ

## References
1. ↑  Reider, Maxim.
2. ↑  Pashley, Oliver.

### 一般参照
- Reider, Maxim (2013年1月24日). “Italy comes to Tel Aviv”.  Jerusalem Post. 2015年4月29日閲覧。
- “Music fest Perugia si apre con una maratona al pianoforte (italian)”.  La Goccia (2013年7月15日). 2015年4月29日閲覧。
- “Al via la nona edizione di Music Fest Perugia (italian)”.  Giornale dell Umbria (2014年8月1日). 2015年4月29日閲覧。